# فوفلاوية
الفوفلاوية (الاسم العلمي: Areceae) هي قبيلة نباتية تتبع فصيلة الفوفلية من رتبة الفوفليات.

## عمائر
- الفوفلينة (الاسم العلمي:Arecinae)
- الدبسيسينة (الاسم العلمي:Dypsidinae)
- (الاسم العلمي: Basseliniinae)
- (الاسم العلمي: Carpoxylinae)
- (الاسم العلمي: Clinospermatiinae)
- (الاسم العلمي: Archontophoenicinae)
- (الاسم العلمي: Linospadicinae)
- (الاسم العلمي: Oncospermatinae)
- (الاسم العلمي: Ptychospermatinae)
- (الاسم العلمي: Rhopalostylidinae)
- (الاسم العلمي: Verschaffeltiinae)

## أجناس
- (الاسم العلمي: Cyrtostachys)
- (الاسم العلمي: Heterospathe)
- (الاسم العلمي: Hydriastele)
- (الاسم العلمي: Iguanura)
- فوفل